# Parapoxvirus der Hörnchen
Das Pockenvirus der Hörnchen (früher Parapoxvirus der Hörnchen, wissenschaftlich Squirrelpox virus, früher Squirrel parapoxvirus SPPV  oder Squirrel poxvirus SQPV) ist ein bei manchen Arten der Hörnchen (Sciuridae) vorkommendes Virus der Familie Poxviridae. Sein Genom besteht aus einer linearen, doppelsträngigen DNA (dsDNA) von etwa 158 kbp (Kilo-Basenpaaren) Länge. Es wurde ursprünglich in die Gattung Parapoxvirus eingruppiert, einige Unterschiede im Genom führten inzwischen zur Einführung einer neue, eigenen Gattung Sciuripoxvirus.

## Biologische Bedeutung
Das SPPV wird für die starke Abnahme der Tierpopulationen des Roten Europäischen Eichhörnchens (Sciurus vulgaris) in Schottland verantwortlich gemacht. Das Virus verursacht in dieser Spezies eine gefährliche generalisierte Erkrankung, während es beim nicht einheimischen, jedoch vom Menschen eingebrachten Grauhörnchen (Sciurus carolinensis) eine chronisch persistierende Infektion, jedoch keine Erkrankung hervorruft.
Das SPPV wurde sehr wahrscheinlich durch dieses nordamerikanischen Grauhörnchen in die einheimische Hörnchenpopulation verbracht. Das Virus wird durch Tröpfcheninfektion übertragen und manifestiert sich in einer erythematösen, nässenden Dermatitis mit einzelnen, ulzerierenden und blutigen Hautläsionen; diese können auch die Augen betreffen. Dieses bis mehrere Wochen andauernde Stadium ist durch geringe Nahrungsaufnahme und erheblichen Gewichtsverlust charakterisiert. Der Tod kann durch eine Sepsis oder eine erhebliche Schwächung durch Nahrungsmangel im natürlichen Umfeld eintreten, dies betrifft besonders die wichtige Zeit vor der Winterruhe.
Zur Eindämmung einer weiteren Ausbreitung des SPPV in der europäischen Eichhörnchenpopulation werden seit 2007 Keulungen der nicht-einheimischen Grauhörnchen in Schottland durchgeführt.